# Autonomia Operaia

Manifestazione di militanti dell'Autonomia Operaia "con le tre dita della mano alzate" a forma di pistola

Autonomia Operaia è stato un movimento della sinistra extraparlamentare italiana attivo fra il 1973 e il 1979.
Nacque intorno all'inizio degli anni settanta anche se il suo sviluppo si deve ascrivere alla fine del decennio. Autonomia Operaia non era un vero e proprio partito ma un'area nella quale confluirono alcuni esponenti dei movimenti della sinistra extraparlamentare o sinistra rivoluzionaria in opposizione alla sinistra riformista.

## Storia

### Origini

Manifestazione di Autonomia Operaia di Genova a Milano

Dopo lo scioglimento di due gruppi politici della sinistra extraparlamentare, nati dalle esperienze legate agli eventi comunemente e sommariamente noti come Sessantotto, Potere Operaio, scioltosi nel 1973, e Lotta Continua (dopo il Congresso di Rimini del 1976 e l'autoscioglimento del gruppo), diversi militanti di queste formazioni si riunirono in un movimento autonomo che raccoglieva in sé esperienze delle lotte operaie e studentesche degli anni settanta.
Con la nascita delle radio libere, i neomilitanti autonomi si aggregarono intorno ad alcune di esse, le più famose delle quali furono Radio Onda Rossa di Roma, Radio Alice di Bologna, Controradio di Firenze, Radio Sherwood di Padova e altre diffuse in quasi tutte le regioni italiane.
Autonomia Operaia fondava le sue basi ideologiche sul pensiero operaista, ovvero una rilettura del pensiero marxista, insistendo sul concetto dell'autonomia di classe e sull'antiautoritarismo. Questa linea di pensiero era già stata sviluppata in Potere Operaio da quello che poi fu uno dei maggiori leader dell'autonomia: Toni Negri. Negri, in uno scritto rivolto al mondo cattolico e alla DC, posteriore al periodo da deputato, definì l'Autonomia Operaia: «[...] un movimento di matrice cattolica [...], la Solidarność italiana, strumento contro la pretesa egemonia dei comunisti sul movimento operaio».
L'ala operaista faceva riferimento al quindicinale Rosso e al mensile Controinformazione, l'ala creativa si raccoglieva attorno ad A/traverso, organo del trasversalismo bolognese, e alle riviste Zut, Il Male e Cannibale palestra per scrittori e poeti come Pier Vittorio Tondelli, Freak Antoni, Enrico Palandri e per disegnatori come Andrea Pazienza e Stefano Tamburini che in seguito fondarono il più longevo Frigidaire.
Alcuni leader di Potere Operaio furono considerati le menti pensanti del movimento autonomo. Fra loro vanno citati Oreste Scalzone, Franco Piperno professore all'Università della Calabria, Toni Negri dell'Università di Padova e Franco Berardi detto "Bifo" redattore della bolognese Radio Alice.

### Il movimento del Settantasette

Mezzi blindati all'Università di Bologna

Ciò che fece crescere notevolmente il numero dei militanti autonomi furono le lotte del movimento del Settantasette.
Nel marzo del 1977 l'uccisione, da parte dei carabinieri, dello studente di Lotta Continua Francesco Lorusso a Bologna scatenò una serie di manifestazioni di protesta in tutta Italia. Le proteste furono molto accese e portarono all'occupazione della maggior parte delle università italiane, in particolare quella di Bologna e La Sapienza di Roma e a numerosi atti di aggressione politica violenta. La risposta da parte delle istituzioni non si fece attendere: la cittadella universitaria bolognese fu circondata dai mezzi blindati dei Carabinieri, mobilitati per ordine dell'allora Ministro degli Interni Francesco Cossiga. La cittadella universitaria fu sgombrata dalle forze dell'ordine dopo due giorni di durissimi scontri.
In seguito ci furono grandi proteste anche da parte di personalità della politica e della cultura. Va citato un durissimo Manifesto contro la repressione degli intellettuali francesi riuniti attorno alla figura dello scrittore Jean-Paul Sartre, fra i quali spiccavano i nomi dei filosofi Gilles Deleuze, Michel Foucault e Roland Barthes, nonché dello psicologo Félix Guattari che, con Deleuze, aveva scritto quello che diventò uno dei saggi fondamentali per il Movimento del '77: L'Anti-Edipo.
Nel manifesto di Sartre si condannavano le autorità della giunta comunista bolognese per non essere intervenute contro questo atto repressivo, manifesto che sarebbe stato alla base del Convegno contro la repressione del settembre di quell'anno. Nel documento si manifestava una preoccupazione per la svolta autoritaria dello Stato italiano, ma si evidenziava una certa lontananza dei sottoscrittori dalla realtà politica italiana, per esempio mancando di cogliere alcune caratteristiche peculiari del movimento di Autonomia Operaia (e del 1977 in genere) che la distinguevano dalla tradizione della sinistra comunista parlamentare ormai avviata verso un processo più riformista e non più ancorato al comunismo rivoluzionario che sino a quel momento aveva rappresentato l'eredità politica di Marx, Lenin e Antonio Gramsci.

### Scontro col Partito Comunista Italiano

Poliziotto armato infiltrato durante gli scontri del 12 maggio 1977 a Roma

D'altra parte il Partito Comunista Italiano aveva già espresso una condanna dei metodi violenti di Autonomia Operaia, cui contrapponeva una lotta all'interno delle istituzioni democratiche. In quegli stessi anni si stava imponendo una nuova linea da parte del PCI a favore dell'Eurocomunismo e di uno strappo con l'URSS. Inoltre stava maturando una strategia che avrebbe dovuto portare al cosiddetto Compromesso storico con la Democrazia Cristiana.
Alla nascita dell'Area dell'Autonomia Operaia, oltre ai militanti dei gruppi come Potere Operaio e Lotta Continua scioltisi nell'area autonoma, si affiancarono anche alcuni gruppi che si rifacevano all'area maoista filocinese. All'Area dell'Autonomia Operaia si contrappose un Cartello formato dalla FGCI, il gruppo giovanile del PCI, il Movimento Lavoratori per il Socialismo, il Partito di Unità Proletaria per il Comunismo ed Avanguardia operaia. Tra le opposte fazioni ci furono anche scontri fisici durante le manifestazioni del movimento del Settantasette.

Manifestazione di Autonomia Operaia

La condanna del PCI si manifestò in maniera palese dopo il 17 febbraio 1977 a seguito dei fatti avvenuti durante il comizio dentro l'Università di Roma, occupata dagli studenti, di Luciano Lama, segretario della CGIL, sindacato vicino alle posizioni del PCI. Durante il comizio ci fu un duro scontro fra gli autonomi e il servizio d'ordine della CGIL che si concluse con la cacciata di Lama dal cortile de La Sapienza perché il comizio fu definito, dagli studenti, una provocazione. Lo scontro fornì l'occasione alla Questura di Roma per fare irruzione nell'Università e sgomberarla, con la forza, dagli studenti che l'avevano occupata. La reazione della dirigenza del PCI non si fece attendere attraverso un comunicato molto feroce dello stesso segretario del partito Enrico Berlinguer che non esitò a definire gli autonomi squadristi rossi e ancora untorelli.
La linea degli autonomi successivamente si radicalizzò, con il prevalere della corrente operaista favorevole allo scontro duro con le istituzioni, mentre la linea dei cosiddetti creativi che si era mobilitata creando il movimento degli Indiani metropolitani venne messa in minoranza. Una parte dell'ala dura degli autonomi decise che era giunta l'ora di alzare il livello dello scontro, ossia di passare alla lotta anche armata durante le manifestazioni contro le forze dell'ordine e la reale comparsa della compagna P38 (come veniva definita dagli autonomi la pistola Walther P38).
La morte della studentessa Giorgiana Masi il 12 maggio 1977, avvenuta per mano di agenti di Polizia infiltrati e con licenza di usare armi da fuoco, come spiegò l'allora Ministro degli Interni Francesco Cossiga in una tempestosa seduta del Parlamento e testimoniata dal fotografo Tano D'Amico con alcuni inequivocabili scatti, dette il via alla spirale di violenza da l'una e l'altra parte.

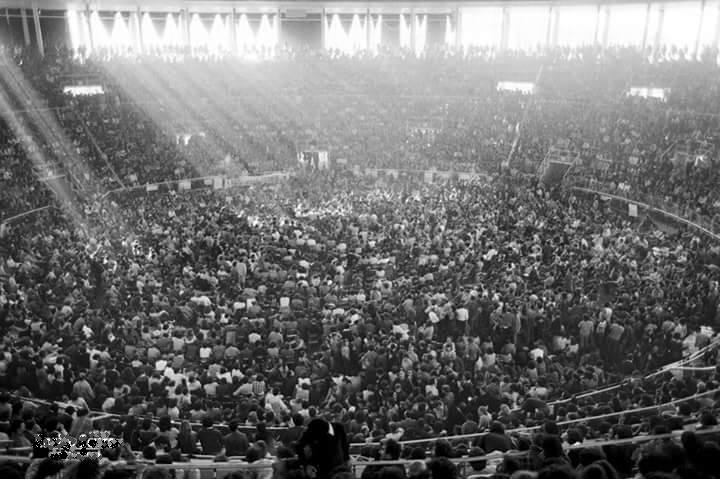
L'assemblea riunita al Palazzetto dello Sport a Bologna.

### Convegno di Bologna

Franco Berardi Bifo, redattore di Radio Alice nel 1977

Il movimento del Settantasette ebbe il suo momento di maggiore espressione durante il mese di settembre di quell'anno, quando fu indetto il cosiddetto Convegno contro la repressione nella città dove il movimento era nato, cioè Bologna.
Il convegno che durò tre giorni, venerdì 23, sabato 24 e domenica 25 settembre, spinse a Bologna più di centomila giovani che trasformarono la città in un palcoscenico per feste, rappresentazioni teatrali e musicali, mentre all'interno del Palazzo dello sport diecimila persone discutevano sul futuro e sulla leadership del Movimento. Partecipano anche molti intellettuali, fra i quali lo psichiatra Franco Basaglia promotore della Legge 180/78 sulla chiusura degli Ospedali Psichiatrici, i francesi firmatari dell'appello di Sartre e gli attori-registi Dario Fo e Franca Rame, oltre ai leader riconosciuti di Autonomia Operaia, Oreste Scalzone e Toni Negri. Nel corso del convegno Autonomia operaia tentò di prendere l'egemonia, ma in realtà il movimento in quanto tale non riuscì ad elaborare un programma e metodologie di lotta che permettessero la continuazione di quella esperienza. Si può forse affermare che il convegno tenuto a Bologna segnò l'ultimo atto del movimento.

### Autonomia e lotta armata

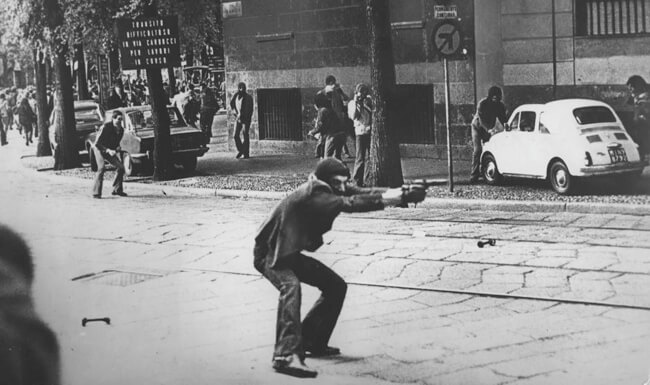
Un'immagine di Giuseppe Memeo (tra le più rappresentative degli anni di piombo) nel mezzo della sparatoria di via De Amicis del 14 maggio 1977, durante una manifestazione di gruppi del movimento dell'Autonomia a Milano (la fotografia è di Paolo Pedrizzetti)

Alcune frange minoritarie dei movimenti della lotta armata furono espressione diretta di gruppi autonomi passati in clandestinità, fra questi si devono ricordare almeno le Squadre proletarie di combattimento, i Proletari Armati per il Comunismo, e la Brigata XXVIII marzo.
Altri autonomi approdarono nelle file delle già costituite e operanti Unità Comuniste Combattenti, Prima Linea e Nuclei Armati Proletari con cui molti militanti autonomi avevano diviso la galera durante i duri scontri del '77.

### Dal Settantotto al Sette aprile

Scritta murale di Autonomia Operaia contro il giudice Calogero e Francesco Cossiga.

A dieci anni dal Sessantotto il Movimento, egemonizzato oramai da Autonomia segna il passo. Gli organi d'informazione si interessano a lungo di un'iniziativa, vera o presunta, partita da dei giovani di un liceo romano, atta a rivendicare un voto di sufficienza garantito per tutti gli studenti, divenuto noto come "Sei Politico", istanza giudicata assurda e bollata come "falso problema" dal mondo politico. Nonostante ciò il movimento subiva una crescente impopolarità per la recrudescenza del fenomeno terroristico, culminante con il sequestro e l'uccisione di Aldo Moro da parte delle Brigate Rosse, e gli episodi di guerriglia urbana che puntualmente scaturivano durante le manifestazioni per le uccisioni di militanti extraparlamentari o le loro ricorrenze.
Autonomia Operaia fu di fatto decapitata nella propria leadership con l'ondata di carcerazioni di numerosi attivisti e delle sue figure più note, che culminò nel processo 7 aprile del 1979. Franco Piperno e Lanfranco Pace si diedero alla latitanza in Francia grazie alla cosiddetta "Dottrina Mitterrand" per l'accusa di fiancheggiamento ai gruppi terroristici. In risposta, nel giro di pochi giorni fu indetta un'iniziativa di mobilitazione generale di protesta a Padova, stroncata sul nascere da un incredibile spiegamento di Polizia ed Esercito, allertati a seguito dello scoppio di un ordigno avvenuto il giorno prima nella vicina cittadina di Thiene, esplosione accidentale, secondo la tesi ufficiale, che causò la morte di tre giovani che lo stavano confezionando. A seguito di ciò, la maggior parte degli autonomi si disperse.

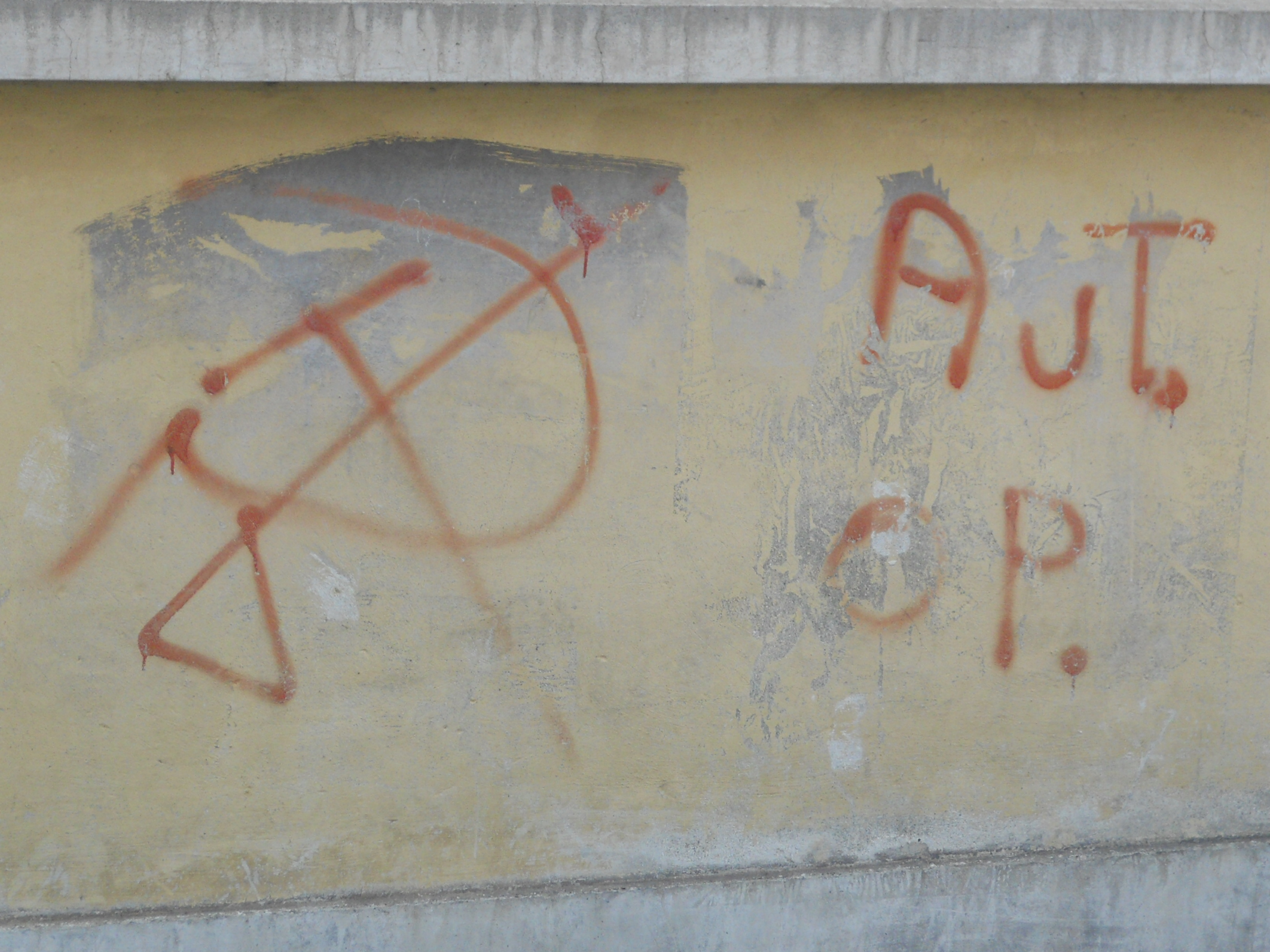
Scritta comparsa sui muri di Torino nel 1977

### Anni ottanta
Nei primi anni ottanta alcuni militanti rientrarono nei movimenti della sinistra extraparlamentare o si unirono a Democrazia Proletaria, partito che si era già presentato alle elezioni politiche del 1976 volendo raccogliere le istanze dei movimenti a sinistra del PCI. L'autonomia tornò a costituirsi in varie città italiane in Collettivi Autonomi, attorno a centri sociali, case occupate e radio libere. A Milano, collettivi autonomi nascono intorno alla casa occupata di via dei Transiti 28 e al periodico Autonomen; a Padova il centro di documentazione antinucleare antimperialista fa riferimento a Radio Sherwood e a Roma continua l'esperienza della sede storica di Via dei Volsci e di Radio Onda Rossa. A Milano in particolare il collettivo autonomo di via dei Transiti continuò ad allargare la sua influenza e a "decentrarsi" fino a creare un coordinamento di collettivi autonomi di quartiere e studenteschi.
Tutte queste realtà, sparse per il territorio italiano, erano tra loro collegate come parte del Coordinamento nazionale Liberare tutti e del Coordinamento nazionale antinucleare-antimperialista (Cnaa), costituitosi nel 1983.
I blocchi e le manifestazioni del Cnaa, che si svolsero durante gli anni ottanta, furono spesso caricate duramente dalla polizia.
Riguardo ai blocchi antinucleari, ad esempio, i parlamentari Ronchi, Tamino e Russo chiesero in una interrogazione parlamentare sui fatti del 9 dicembre 1986:
Il 9 marzo 1985 a Trieste avviene l'uccisione da parte di agenti della DIGOS e del SISDE, del militante di Autonomia Operaia, Pietro Maria Walter Greco (detto "Pedro").
Sul finire degli anni ottanta, l'autonomia veneta, facente riferimento a Radio Sherwood, intraprese occupazioni che diedero vita a diversi centri sociali nell'area del nord-est. Nel 1987 nacque a Padova il centro sociale occupato Pedro e nel 1989 presso Marghera il centro sociale Rivolta.

## Autonomia nel XXI secolo

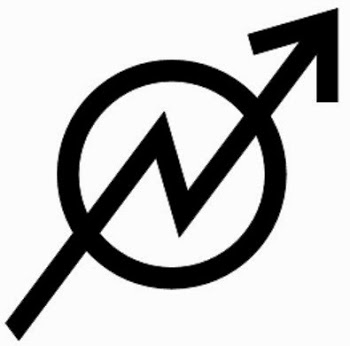
Simbolo usato da occupazioni autogestite

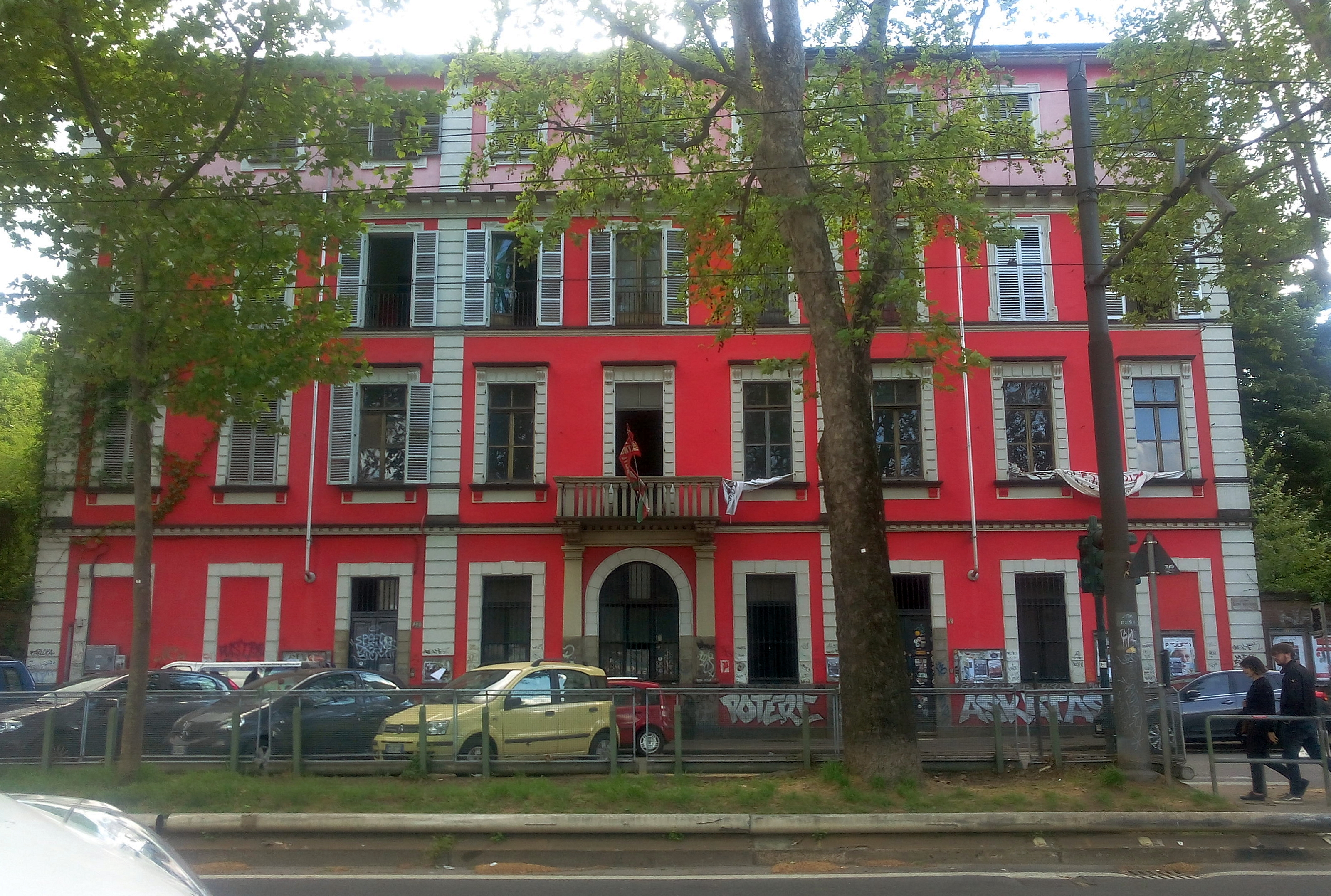
CSOA Askatasuna, Torino

L'eredità politica dell'Autonomia Operaia, tra cui il marxismo operaista e oggi post-operaista e l'autorganizzazione delle lotte, trova continuità, a partire dagli anni novanta, in molteplici esperienze:

### Autonomia Contropotere (InfoAut)
L'area politica dell'Autonomia Contropotere, riconducibile al network infoaut.org, è presente con collettivi e centri sociali su tutto il territorio italiano. Tra questi, l'Askatasuna di Torino, il Laboratorio Crash di Bologna, l'Iniziativa Antagonista Metropolitana di Firenze, il S.a.o. Guernica e il Laboratorio S.CO.S.S.A. a Modena, lo Spazio Antagonista Newroz a Pisa, il CSA Dordoni a Cremona, il CSOA Tempo Rosso di Pignataro Maggiore (CE), il Centro Sociale Rialzo a Cosenza, lo Spazio MPA a Ravenna, il Collettivo Controtendenza a Piacenza, il Centro Sociale Occupato Liotru e lo Studentato Occupato 95100 a Catania.
Sono legati al coordinamento numerosi collettivi di studenti medi e universitari.
A Roma esiste il Coordinamento Autonomo Romano.
A livello universitario, sono presenti come Collettivo Universitario Autonomo (C.U.A.) nelle città di Torino, Bologna, Firenze, Pisa, Cagliari, nonché Sapienza Clandestina a Roma e Coordinamento Universitario Catania.

### Coalizione dei Centri Sociali (Global Project)
L'area politica della Coalizione dei Centri Sociali, in precedenza nota come Tute Bianche e poi come Disobbedienti, fa riferimento al network globalproject.info. Seppure presente su tutto il territorio italiano, conserva il suo nodo più importante nel Nord-est, dove ha avuto origine. I centri sociali maggiormente attivi in quest'area sono: il C.S.O. Pedro di Padova, il C.S.O. Rivolta di Marghera, il Laboratorio Occupato Morion e il Lo.Co. di Venezia, il C.S. Bocciodromo di Vicenza, il C.S.A. Arcadia di Schio, il Laboratorio Occupato Insurgencia e 1/2Cannone12 Occupato di Napoli, il L@P Asilo 31 di Benevento, il C.S. Django di Treviso, il C.S. Bruno di Trento, il C.S.A. Sisma e il C.S.O. TNT nelle Marche.
Legati a Global Project esistono coordinamenti studenteschi e universitari.
Nel 2012 l'intero nodo romano di Global Project è uscito dal network e ha lanciato nel novembre dello stesso anno il sito dinamopress.it. Gli spazi occupati legati a questo network sono ESC Atelier Autogestito, CSA Astra, Communia, SPA Strike, Cinema Palazzo.
Esistono poi centinaia di esperienze che non fanno riferimento ai network sopracitati, disseminate su tutto il territorio nazionale, come Macao, il CSOA Lambretta, RiMake, il collettivo LUMe (Laboratorio Universitario Metropolitano), il Centro Sociale CasaLoca e il Centro sociale Cantiere di Milano; il Teatro Polivalente Occupato (TPO) e Làbas a Bologna (legati fino al 2015 a Global Project); LaBoje! di Mantova; il Laboratorio Sociale di Alessandria; l'Exploit di Pisa; il CSOA Gabrio e il Laboratorio Culturale Manituana a Torino, lo Zero81, il Lab. Occ. Ska, il Centro Sociale Officina 99, la Mensa Occupata, l'Asilo Filangeri e il Lido Pola di Napoli; lo Spa Arrow di Cosenza; il C.S.O.A. Scuria di Foggia; il C.S.A. Depistaggio di Benevento; lo Studentato Occupato "Sa Domu" di Cagliari; il C.S.A. Jan Assen (ex Asilo Politico) di Salerno; lo Spazio di Mutuo Soccorso Bread&Roses di Bari.
Sono presenti anche riviste e blog vicine al pensiero operaista e post-operaista; fra queste Euronomade ed Effimera.
Inoltre, il patrimonio teorico dell'Autonomia Operaia è stato ispiratore della critica alla globalizzazione, promossa dal movimento no-global, con particolare riferimento alle teorie esposte da Toni Negri a partire dalla pubblicazione di Impero.